# Pulau Kecil
Pulau Kecil is een bestuurslaag in het regentschap Indragiri Hilir van de provincie Riau, Indonesië. Pulau Kecil telt 5061 inwoners (volkstelling 2010).